# سناج (سومالی)
سناج (به لاتین: Sanaag) یک منطقهٔ مسکونی در سومالی‌لند است. یک منطقه اداری در (گابل) در شمال شرقی سومالی است. سناج یک خط ساحلی طولانی دارد که به سمت خلیج عدن در شمال واقع شده و با مناطق سومالی، می‌رود و با باری هم‌مرز است. مرکز آن عریجاوو است.

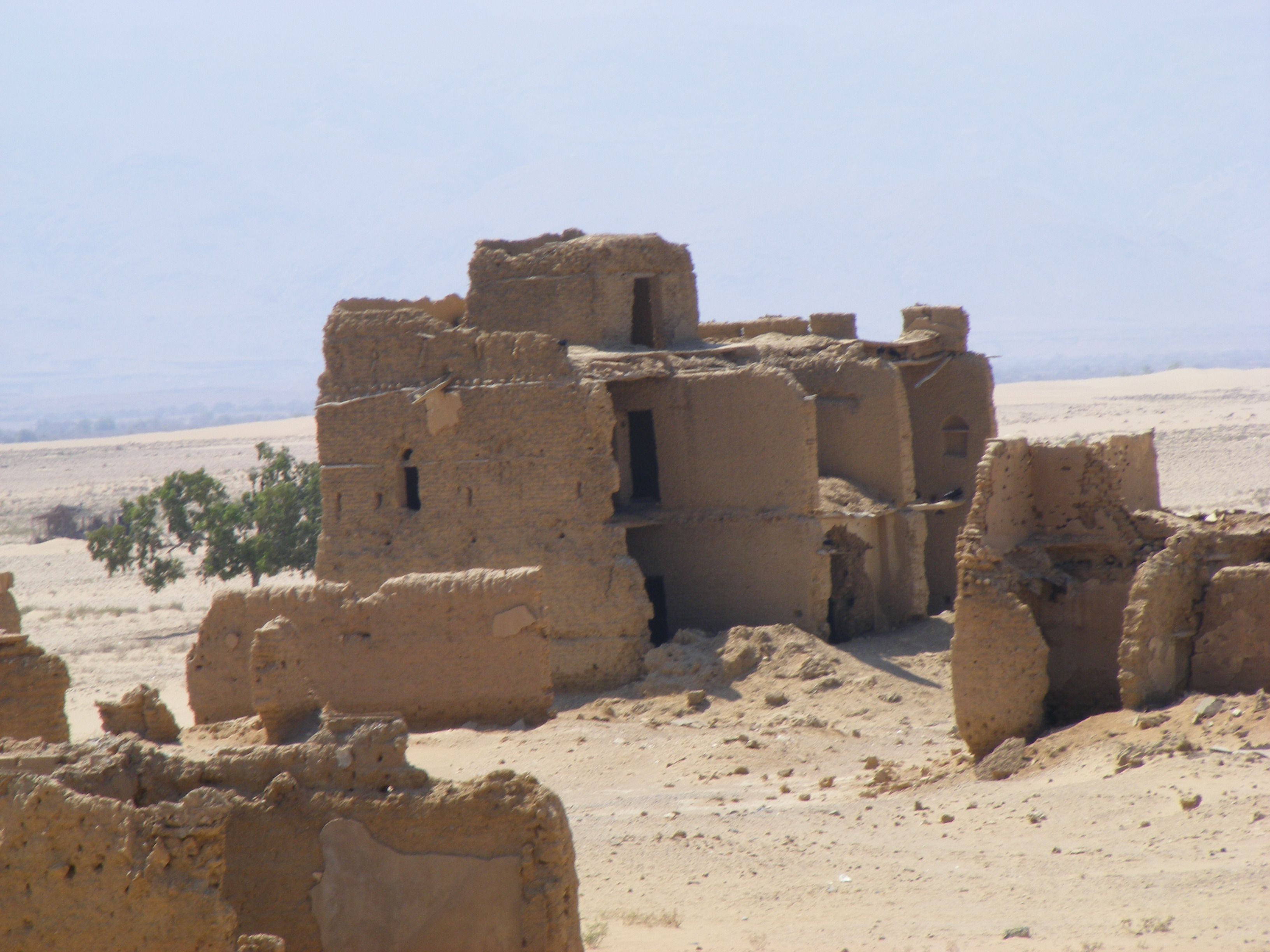
خرابه‌ها در لاس خوری

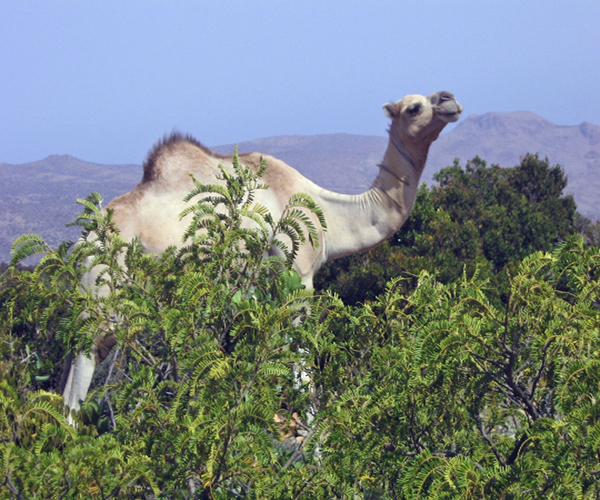
شتر در صحرای آلمادو در سومالی